# Розенбаум, Эли
Эли М. Розенбаум (англ. Eli M. Rosenbaum; род. 8 мая 1955) — директор по стратегии и политике обеспечения соблюдения прав человека отдела Министерства юстиции США. Его называют «легендарным охотником за нацистами». С 1994 по 2010 год он был директором Управления специальных расследований Министерства юстиции США (OSI), которое в первую очередь отвечало за выявление, денатурализацию и депортацию нацистских военных преступников.

## Биография

### Ранние годы
Эли Розенбаум родился 8 мая 1955 года в семье Ирвинга и Ханни Розенбаум. Его отец, еврей, бежавший от нацистского режима в 1938 году, был ветераном Второй мировой войны. После войны, все ещё служа в армии США, он допрашивал бывших нацистов и коллаборационистов (таких как режиссёр Лени Рифеншталь), некоторых из которых впоследствии судили в Нюрнберге и других местах. Позже Ирвинг Розенбаум был филантропом и председателем бывшего S.E. Nichols Corp. Основанная отцом Ирвинга, Nichols Corp. была первым владельцем и оператором дисконтных универмагов в Соединённых Штатах, конкурируя с Kmart, Walmart и другими компаниями. Компания, открывшая свой первый магазин в 1960 году (в Ланкастере, штат Пенсильвания), за два года до открытия первых магазинов Wal-Mart, Kmart, Target и Woolco, вышла на IPO в 1969 году, а к 1977 году была 33-м крупнейшим дисконтным ритейлером в США по годовому объёму продаж (204 миллиона долларов).
Эли окончил Уортонскую школу Пенсильванского университета, где получил степень бакалавра наук и степень магистра делового администрирования в области финансов. Также окончил Гарвардскую школу права.

### Охотник за нацистами
Розенбаум был судебным поверенным в OSI с 1980 по 1984 год. В 1984 году он покинул Министерство юстиции, чтобы работать корпоративным юристом в манхэттенской юридической фирме Simpson Thacher & Bartlett, а затем генеральным юрисконсультом Всемирного еврейского конгресса. В 1988 году он вернулся в OSI, где был назначен первым заместителем директора, а затем директором. 20 июля 2009 года сенатор Ричард Дурбин (демократ от штата Иллинойс) заявил в зале заседаний Сената: «Благодаря выдающейся работе OSI США являются единственной страной в мире, получившей высший бал от Центра Симона Визенталя за привлечение к ответственности нацистских военных преступников. Я особенно хочу поблагодарить Эли Розенбаума, который проработал в OSI более двух десятилетий и был директором OSI с 1995 года. В значительной степени благодаря лидерству г-на Розенбаума и его личной приверженности привлечению к ответственности нацистских преступников».
Розенбаум считался «охотником за нацистами» в своей профессиональной карьере и личной жизни. Британский историк Гай Уолтерс назвал Розенбаума «самым успешным охотником за нацистами в мире», добавив, что из-за обширной саморекламной деятельности самозваных «частных» охотников за нацистами «показательно, что большинство читателей никогда не слышали о нём несмотря на то, что у него и его организации более сотни нацистских „скальпов“ — что значительно больше, чем общее количество Симона Визенталя и любого другого охотника за нацистами».
Персонаж министерства юстиции США, охотник за нацистами, в романе Джоди Пиколт «Рассказчик» 2013 года (который занял первое место в списке бестселлеров художественной литературы New York Times) о преследовании предполагаемого нацистского военного преступника в Новой Англии имел прототипом Розенбаума. В интервью Washington Post Пиколт назвал его «супергероем современности». Под его руководством OSI была названа «самой успешной правительственной организацией по охоте на нацистов в мире» (ABC-TV News, 25 марта 1995 г.), и «самая агрессивная и эффективная в мире операция по охоте на нацистов» («Вашингтон пост», 27 августа 1995 г.), а Центр Симона Визенталя охарактеризовал OSI как единственную в мире «весьма успешную программу упреждающего судебного преследования» в делах нацистов. Газета USA Today сообщила (29 января 1997 г.), что OSI добилась «огромного успеха, раскрыв и выиграв больше дел, чем любая другая операция по охоте на нацистов в мире».
В 1997 году профессорско-преподавательский состав юридического факультета Пенсильванского университета выбрал Розенбаума для получения почётной стипендии школы, ежегодно вручаемой одному адвокату, «который отличился своей приверженностью государственной службе», «внеся значительный вклад в достижение целей». Он также получил награду Антидиффамационной лиги «Герои в синем», награду помощника генерального прокурора за соблюдение прав человека и награду уголовного отдела за особую инициативу.
Дела, расследуемые и преследуемые под руководством Розенбаума, привели к депортации в Европу нацистских преступников, впоследствии осуждённых там за участие в десятках тысяч убийств, совершённых во время Холокоста. 11 января 2008 года он был представлен в еженедельной статье «Изменение мира» на NBC Nightly News с Брайаном Уильямсом.

### Разоблачение Курта Вальдхайма
Розенбаум руководил расследованием Всемирного еврейского конгресса, которое привело к всемирному разоблачению в 1986 году нацистского прошлого бывшего генерального секретаря Организации Объединённых Наций Курта Вальдхайма, которое, возможно, стало самым «сенсационным» разоблачением нациста в послевоенной истории. Розенбаум был основным автором книги « Предательство: нерассказанная история расследования и сокрытия Курта Вальдхайма», которая была включена в «Известные книги 1993 года» по версии New York Times и «Лучшие книги 1993 года» по версии The San Francisco Chronicle. Он показал, что Вальдхайм был причастен к совершению нацистских военных преступлений, когда служил в немецкой армии в качестве офицера при нацистском режиме, и постулировал советско-югославский заговор, чтобы помочь обелить его историю. После войны Вальдхайм стал министром иностранных дел Австрии и послом в ООН.
На момент разоблачения Розенбаумом Вальдхайм занимал наиболее видное место в качестве Генерального секретаря Организации Объединённых Наций и был кандидатом в президенты Австрии (выборы, которые он выиграл в 1987 году, несмотря на разоблачение своего нацистского прошлого). Австрийское правительство никогда официально не считало его подозреваемым в каких-либо военных преступлениях, но ему был запрещён въезд в Соединённые Штаты в результате расследования правительства США в 1986—1987 годах, которое пришло к выводу, что он был причастен к совершению нацистских преступлений. В статье для The New York Times от 16 февраля 2014 года Йозеф Р. Эстрайх утверждал, что «последним ударом» по самоизображению Австрии как жертвы германского нацистского режима, а не её добровольного партнёра, «могли стать выборы Курта Вальдхайма в качестве президента Австрии в 1986 году, после того как стало широко известно, что он солгал о своём соучастии в военных преступлениях нацистов».

### Разоблачение преступлений при вторжении на Украину
21 июня 2022 года Генеральный прокурор США Меррик Гарланд создал группу по расследованию военных преступлений при нападении на Украину, а главой её был назначен Эли Розенбаум.

## Награды
- Орден «За заслуги» III степени (4 сентября 2023 года, Украина) — за весомый личный вклад в укрепление межгосударственного сотрудничества, поддержку государственного суверенитета и территориальной целостности Украины, популяризацию Украинского государства в мире[19].